# 속조몬 시대
속조몬 시대(일본어: 続縄文時代)는 일본의 선사시대 구분의 하나로, 홋카이도와 주변 지역을 중심으로 기원전 3세기부터 기원후 7세기 사쓰몬문화가 나타날 때까지 지속되었다. 조몬 시대와 문화적으로 연속된 요소가 이어져서 나타난다는 데서 고고학자 야마노우치 스가오(山内清男)가 명명하였다. 지역과 시대에 따라 남부의 에산 문화(恵山文化), 북부의 에베쓰 문화(江別文化)와 그 종말기(5~6세기)에 해당하는 호쿠다이 문화(北大文化) 등으로 세분될 수 있다.
이에 반해 같은 시기 혼슈에서는 벼 재배가 도입되며 야요이 시대와 고분 시대로의 이행이 이루어져 속조몬 문화와 갈라지게 되었다. 이 시대의 후기에 해당하는 서기 5세기부터는 사할린으로부터 홋카이도의 오호츠크해 연안에 걸친 오호츠크 문화가 들어와 분포하기 시작했다.

## 같이 보기
- 홋카이도
- 사쓰몬문화
- 후곳페 동굴